# En fløjtespiller fortæller om fem fjender
En fløjtespiller fortæller om fem fjender er en dansk oplysningsfilm, der er instrueret af Maiken Enggaard og Lotte Bach Hansen.

## Handling
Historiefortælleren tager imod seerne med fløjtespil på flodbredden. Floden fører ind i den tætte regnskov til Emberá-indianernes landsby. Flodvejen er eneste adgang til landsbyen, hvor mange af stammens traditioner har overlevet blandet op med moderne ting. Men fremtiden tegner dyster.